# Чоловіча хорова капела України імені Л. М. Ревуцького

Ревуцький Лев Миколайович

Муніципальна академічна чоловіча хорова капела імені Л. М. Ревуцького — чоловіча хорова капела.

## Історія хору
Муніципальна академічна чоловіча хорова капела ім. Л.М. Ревуцького, як Київська чоловіча хорова капела, була створена рішенням Президії Музично-хорового товариства УРСР в 1969 році.
Чоловічий хоровий спів є важливим чинником та внутрішньою потребою української душі. В Україні в церковних хорах співали тільки чоловіки та хлопчики (дисканти, альти). Звідси й багатство церковної хорової музики у звучанні чоловічих голосів. Потреба у створенні чоловічої хорової капели, яка б зберігала та розвивала вікові традиції чоловічого хорового співу була очевидна. 
Вперше капела заспівала наприкінці 1970 року під орудою заслуженого діяча мистецтв України Семена Васильовича Дорогого – першого художнього керівника та головного диригента капели. 
За визначні мистецькі досягнення в 1974 році колективу було присвоєно ім’я класика української музики Левка Ревуцького.
З 1978 по 1984 рік капелою керував  народний артист України Євген Савчук.
З 1984 по 2009 роки незмінним художнім керівником капели був народний артист України Зіновій-Богдан Богданович Антків (6.04.1942 – 13.05.2009).
Він одним з перших українських диригентів звернувся до української духовної музики, літургій К. Стеценка, О. Кошиця, М. Леонтовича та ін. Під його керівництвом вперше зі сцени прозвучали стрілецькі та повстанські пісні, визначились основні репертуарні пріоритети капели: світова класика, вітчизняний фольклор, духовна спадщина та сучасна композиторська творчість. Завдяки його подвижницькій праці репертуар капели постійно оновлювався - розшукувались, виконувались і записувались незаслужено забуті сторінки української хорової музики: колядки, щедрівки, історичні, козацькі, чумацькі, стрілецькі, повстанські, весільні та інші народні пісні, старовинні канти, київські розспіви та розспіви Києво-Печерської лаври, твори Д. Бортнянського, М. Березовського, А. Веделя, М. Лисенка, К. Стеценка і багатьох інших українських композиторів.
Колектив налічує 45 високопрофесійних музикантів. За ініціативи та сприянні заслуженої артистки України, професора Київської консерваторії Елеонори Виноградової було створено хор хлопчиків та юнаків.
З 2009 по 2013 роки художнім керівником, головним диригентом капели був заслужений діяч мистецтв України Курач Юрій Володимирович, який працював в капелі диригентом з 1984 року. За час роботи в капелі ним підготовлено до виконання велику кількість хорових творів та концертних програм, записано більше, як 20 компакт-дисків.
З вересня 2013 по листопад 2015 року художнім керівником капели був заслужений діяч мистецтв України В. Курач, який на теперішній час є головним диригентом капели. Під його орудою Капела продовжила традицію виконання Різдвяних концертів — своєрідної візитівки творчого колективу. За указом Президента України від 21 серпня 2020 року №335/2020 Володимир Курач отримав почесне звання Народний артист України .
З листопада 2015 року по січень 2018 художнім керівником капели був Андрій Карпінець. З 2016 року колектив очолює О. Круковський. За указом Президента України від 27 червня 2020 року № 254/2020 Олександр Круковський отримав почесне звання Заслужений діяч мистецтв України .
В різний час в чоловічій хоровій капелі працювали і працюють заслужена артистка України Зайцева Аїда Набіївна (керує хором хлопчиків та юнаків), солістка капели — заслужена артистка України, співачка, обдарована прекрасним лірико-колоратурним сопрано Валентина Іваненко (у 1993 році була удостоєна першої премії і звання лауреата I Міжнародного конкурсу виконавців камерної музики «Золота осінь»), заслужений артист України, соліст капели, володар чарівного та неповторного лірико-драматичного тенора Віктор Шуляк та інші.
У 2007 році Київська міська рада реорганізувала державну концертну установу «Державна чоловіча хорова капела України ім. Л. М. Ревуцького» шляхом перетворення її у комунальний Концертний заклад культури «Муніципальна академічна чоловіча хорова капела ім. Л. М. Ревуцького»

## Концертно-фестивальна діяльність
Колектив є пропагандистом творчості сучасних українських композиторів Є. Станковича, І. Карабиця, Л. Дичко, В. Зубицького, Г. Гаврилець, О. Яковчука, В. Степурка, Г. Успенського, М. Шуха, І. Небесного, І. Тараненка.
У репертуарі хору окрім української музики є зразки слов'янської та зарубіжної церковної і класичної хорової музики, як a capella, так і в супроводі симфонічного оркестру або органу.
Капела з успіхом виконує вокально-симфонічні твори: «Реквієм» Л. Керубіні, «Меса» Л. Перозі, оперу-ораторію «Цар Едіп» І. Стравинського, кантату «Карміна Бурана» К. Орфа,13-ту симфонію Д. Шостаковича, рапсодію «Думка» Л. Дичко та інші твори з відомими симфонічними оркестрами багатьох країн та презентує концертні програми в найкращих концертних залах України, Польщі, Болгарії, Нідерландів, Іспанії, Франції, Ізраїлю, Італії, Великої Британії, Бельгії. 

Учасник фестивалів:
- Старовинної музики в м. Старий Сонч (Польща); Фландрійського (Бельгія, 1992-2000р.).
- Борнемунського, Бредфорського, Малвернського, Леомінстерського та Глоувенського (1992-2000р.).
- Духовної музики в м. Тортоза  та хабанер у м. Торев'єха (Іспанія, 1997р.).
- «Різдво Христове-97» в Єрусалимі та Назареті (Ізраїль, 1997р.).
- Фестиваль духовної музики «Краків — культурна столиця Європи 2000 року» (Польща).
- Міжнародний фестиваль духовної музики «Хайнувка-2010» у м. Білостоці (Польща).
- Всеукраїнський козацький фестиваль «Покрова на Хортиці».
- Фестиваль українсько-грузинської дружби «Тбілісоба на Андріївському».
- Перший музичний фестиваль «Від Щедрика до Carol of the Bells».
- Мистецький фестиваль «Українська Бессарабія».
- Міжнародний Фестиваль «Музичні прем'єри сезону».
- Міжнародний фестиваль мистецтв «Anne de Kiev fest».
- Міжнародна Пасхальна асамблея «Господи, Господи, силою Твоєю».
- Міжнародний фестиваль клезмерської музики та єврейської культури «Kyiv Klezmer Fest».
- Єврейський фестиваль «Jewish Open Space».
- Мистецький фестивалю «Шлях до Тараса».
- Хоровий Фестиваль «Різдвяний Вернісаж».
- Міжнародний Різдвяний фестиваль «Коляда на Майзлях».
- Міжнародний фестиваль духовної музики «Блага вість Пересопниці».
- Всеукраїнський фестиваль колядок і щедрівок «Різдвяний передзвін».
- Всеукраїнський фестиваль хорового мистецтва «Пісня над Дніпром».
- Фестиваль української класичної музики «Смальта».
- Фестиваль хорового співу «Чернеча гора».
- Регіональний хоровий фестиваль «Хваліте Господа з небес».
- Патріотичний захід-фестиваль «Воля фест».
- Фестиваль української пісні і танцю «Чисті джерела Бугу».

## Програми
- Різдво
- Великодня програма: (Всенічна, твори, які виконують на Пасху);
- Скарбниця духовної музики:

1. Київські розспіви;
2. Українське барокко: (Ведель, Бортнянський, Березовський та інш.);
3. Музика сучасних композиторів (Дичко, Степурко, Станкович, Гаврилець, Польова та інш.);
4. Панихида Чеснокова;
5. Програми болгарських композиторів;
6. Програми російських композиторів: (Гречанінов, Чайковський, Рахманінов та інш.);

- Традиційний концерт для невеликих залів "Золотий фонд": (духовна та народна музика);
- Пісні визвольних часів в концертній програмі "Народжена Вільною";
- Твори для меморіальних заходів;
- Відомі твори на сл. Т.Шевченка;
- Програма західноєвропейської та православної музики;
- Українські романси та пісні про кохання в концертній програмі "Вечір українського романсу";
- Єврейські пісні в концертній програмі "ЛЕХАЙМО" (як в оригіналі, так і у перекладі на укр.);
- Пісні з відомих кінофільмів;
- Твори з репертуарів українських і зарубіжних рок- та поп-груп ("The Beatles", "QUEEN", "Scorpions", "Скрябін", "Кому Вниз" та інш.);
- Крупні форми для чоловічого хору у супроводі оркестру;
- Козацькі пісні «Героїчний епос українського народу» ( героїчні бойові пісні; козацькі забави);
- Стрілецькі визвольні пісні;
- Весільні пісні

## Дискографія
Вийшли у світ дві грамплатівки (“Мелодія”), три аудіокасети (“Кобзар”) та багато десятків компакт-дисків із записами національної та зарубіжної музики.